# Duda (nazwisko)
Duda (forma żeńska: Duda, Dudzina, Dudzianka, liczba mnoga: Dudowie) – polskie i ukraińskie nazwisko. Według bazy PESEL z dnia 19 stycznia 2024 roku nazwisko to nosiło 18 425 Polek i 18 350 Polaków. Łącznie nazwisko to nosiło 36 775 polskich obywateli.

## Osoby noszące nazwisko Duda
- Adam Duda (ur. 1991) – polski piłkarz
- Agata Duda:
  - Agata Kornhauser-Duda (ur. 1972) – polska germanistka, nauczycielka, małżonka prezydenta Polski w latach 2015–2025 Andrzeja Dudy
  - Agata Duda-Gracz (ur. 1974) – polska reżyser teatralna i scenograf.
  - Agata Duda-Koza – polska filolog specjalizująca się w literaturze staropolskiej, kustosz Biblioteki Śląskiej
- Andrzej Duda:
  - Andrzej Duda (1950–2016) – polski chemik, profesor zwyczajny Centrum Badań Molekularnych i Makromolekularnych PAN
  - Andrzej Duda (ur. 1961) – polski samorządowiec, burmistrz Kolna[4][5]
  - Andrzej Sebastian Duda (ur. 1972) – polski prawnik i polityk, były poseł do Sejmu i Parlamentu Europejskiego, prezydent Rzeczypospolitej Polskiej w latach 2015–2025
  - Andrzej Duda – polski informatyk, dr hab., prof. Uniwersytetu kard. St. Wyszyńskiego w Warszawie
- Antoni Duda (ur. 1950) – polski polityk, inżynier i urzędnik, poseł na Sejm
- Bogusław Duda (ur. 1953) – polski lekkoatleta chodziarz
- Daniel Duda (ur. 1933) – polski ekonomista, profesor nauk technicznych, kapitan żeglugi wielkiej, rektor Wyższej Szkoły Morskiej w Gdyni
- Danuta Duda (ur. 1937) – polska szwaczka i polityk, posłanka na Sejm PRL
- Edward Duda (1922–1993) – polski polityk i dziennikarz
- Elisabeth Duda (ur. 1978) – polsko-francuska aktorka
- Elżbieta Duda (ur. 1962) – polska polityk i samorządowiec
- Eugeniusz Duda (1909–1940) – oficer Wojska Polskiego, ofiara zbrodni katyńskiej
- Grzegorz Duda (ur. 1955) – generał brygady Wojska Polskiego
- Harry Duda (ur. 1944) – polski poeta, dziennikarz, publicysta i wydawca
- Ihor Duda (ur. 1940) – ukraiński historyk sztuki, działacz społeczny, dyrektor Obwodowego Muzeum Sztuki w Tarnopolu
- Iwona Duda (ur. 1967) – polska ekonomistka i urzędnik państwowy
- Izabela Duda (ur. 1979) – polska piłkarka ręczna
- Jacek Duda – polski duchowny Kościoła Ewangelicznych Chrześcijan w RP
- Jan Duda:
  - Jan Tadeusz Duda (ur. 1949) – polski inżynier elektrotechnik, informatyk i samorządowiec, ojciec prezydenta Andrzeja Dudy
  - Jan Wiesław Duda (ur. 1960) – polski rolnik, działacz związkowy, polityk i samorządowiec, poseł na Sejm VIII i IX kadencji
  - Jan Andrzej Duda – polski naukowiec specjalizujący się w automatyce i robotyce[6]
  - Jan-Krzysztof Duda (ur. 1998) – polski szachista, arcymistrz
- Janusz Duda (ur. 1961) – polski skoczek narciarski
- Janina Milewska-Duda (ur. 1949) – polska naukowiec, profesor nauk chemicznych związana z krakowską Akademią Górniczo-Hutniczą
- Jarosław Duda:
  - Jarosław Duda (ur. ok. 1980) – polski informatyk, autor metody naukowej nazwanej kodowaniem ANS
  - Jarosław Duda (ur. 1964) – polski polityk, poseł na Sejm
- Jerzy Paweł Duda (1950–2013) – polski autor i wykonawca piosenek z kręgów tzw. piosenki turystycznej, piosenki literackiej i studenckiej
- Joanna Duda-Gwiazda (ur. 1939) – polska inżynier okrętowiec, publicystka, działaczka opozycji demokratycznej w PRL
- Józef Duda (1911–1959) – polski botanik i mikrobiolog, profesor Wyższej Szkoły Rolniczej w Poznaniu, rektor elekt tej uczelni
- Katarzyna Duda:
  - Katarzyna Duda (ur. 1973) – polska skrzypaczka
  - Katarzyna Duda – profesor Uniwersytetu Jagiellońskiego
- Krzysztof Duda:
  - Krzysztof Duda (ur. 1948) – polski muzyk
  - Krzysztof Duda – polski anestezjolog, profesor
  - Krzysztof Duda – polski inżynier, dr hab.
  - Krzysztof Duda (ur. 1972) – polski piłkarz
  - Jan-Krzysztof Duda (ur. 1998) – polski szachista
- Lidia Duda (ur. 1958) – autorka reportaży i filmów dokumentalnych
- Lucas Duda (ur. 1986) – amerykański bejsbolista
- Małgorzata Duda-Kozera (ur. 1963) – polska aktorka teatralno-musicalowa oraz filmowa, wokalistka
- Mariusz Duda (ur. 1975) – polski muzyk, wokalista, członek zespołu Riverside oraz tria Meller Gołyźniak Duda
- Monika Duda  – polska nauczycielka akademicka
- Mychajło Duda (1921–1950) – oficer Ukraińskiej Powstańczej Armii
- Ondrej Duda (ur. 1994) – słowacki piłkarz
- Piotr Duda:
  - Piotr Duda (ur. 1977) – polski aktor
  - Piotr Duda (ur. 1981) – polski piłkarz
  - Piotr Duda (ur. 1962) – związkowiec, przewodniczący NSZZ „Solidarność”
- Roman Duda (ur. 1935) – polski matematyk, profesor nauk matematycznych, rektor Uniwersytetu Wrocławskiego, senator
- Ryszard Duda (ur. 1945) – polski piłkarz i trener
- Stanisław Duda:
  - Stanisław Duda – mierniczy przysięgły
  - Stanisław Duda – związkowiec
  - Stanisław Duda (1916–1994), żołnierz Batalionów Chłopskich, podpułkownik Wojska Polskiego
  - Stanisław Duda (ur. 1945) – inżynier, poseł na Sejm X kadencji
  - Stanisław Duda – kolarz
  - Stanisław Duda – duchowny rzymskokatolicki
- Teodor Duda (1914–1986) – pułkownik, funkcjonariusz PRL-owskich organów bezpieczeństwa
- Wojciech Duda (ur. 1957) – polski historyk, publicysta, wydawca
- Wojciech Duda-Dudkiewicz (ur. 1963) – właśc. Wojciech Duda, dziennikarz
- Zbigniew Duda (1929–2021) – profesor zwyczajny dr hab. inż., nauczyciel akademicki specjalizujący się w technologii mięsa
- Zdzisław Duda (ur. 1958) – działacz opozycyjny w PRL i ostatni Prezes Związku Polaków w Niemczech spod znaku Rodła[potrzebny przypis]

## Geografia
W Polsce najwięcej osób o nazwisku Duda mieszka:
- Duda: w Krakowie (926),
- Duda: w Warszawie (608),
- Duda: w Lublinie (419),
- Duda: w Katowicach (406),
- Duda: w Kielcach (377),